# Rezolucija Vijeća sigurnosti UN-a 870
Rezolucijom Vijeća sigurnosti UN-a 870, jednoglasno usvojenom 1. listopada 1993., nakon ponovnog potvrđivanja Rezolucije 743 (1992.) i kasnijih rezolucija koje se odnose na Zaštitne snage Ujedinjenih naroda (UNPROFOR), vijeće je, djelujući prema Poglavlju VII Povelje Ujedinjenih naroda, proširilo UNPROFOR-ovo mandat za dodatno razdoblje koji završava 5. listopada 1993.
Vijeće je ponovilo svoju odlučnost da osigura sigurnost UNPROFOR-a i njegovu slobodu kretanja za sve njegove misije u Bosni i Hercegovini i Hrvatskoj.

## Vanjske poveznice
| Wikizvor | Engleski Wikizvor ima izvorni tekst na temu: United Nations Security Council Resolution 870 |

- Text of the Resolution at undocs.org